# 32 bits
32 bits es un adjetivo usado en:

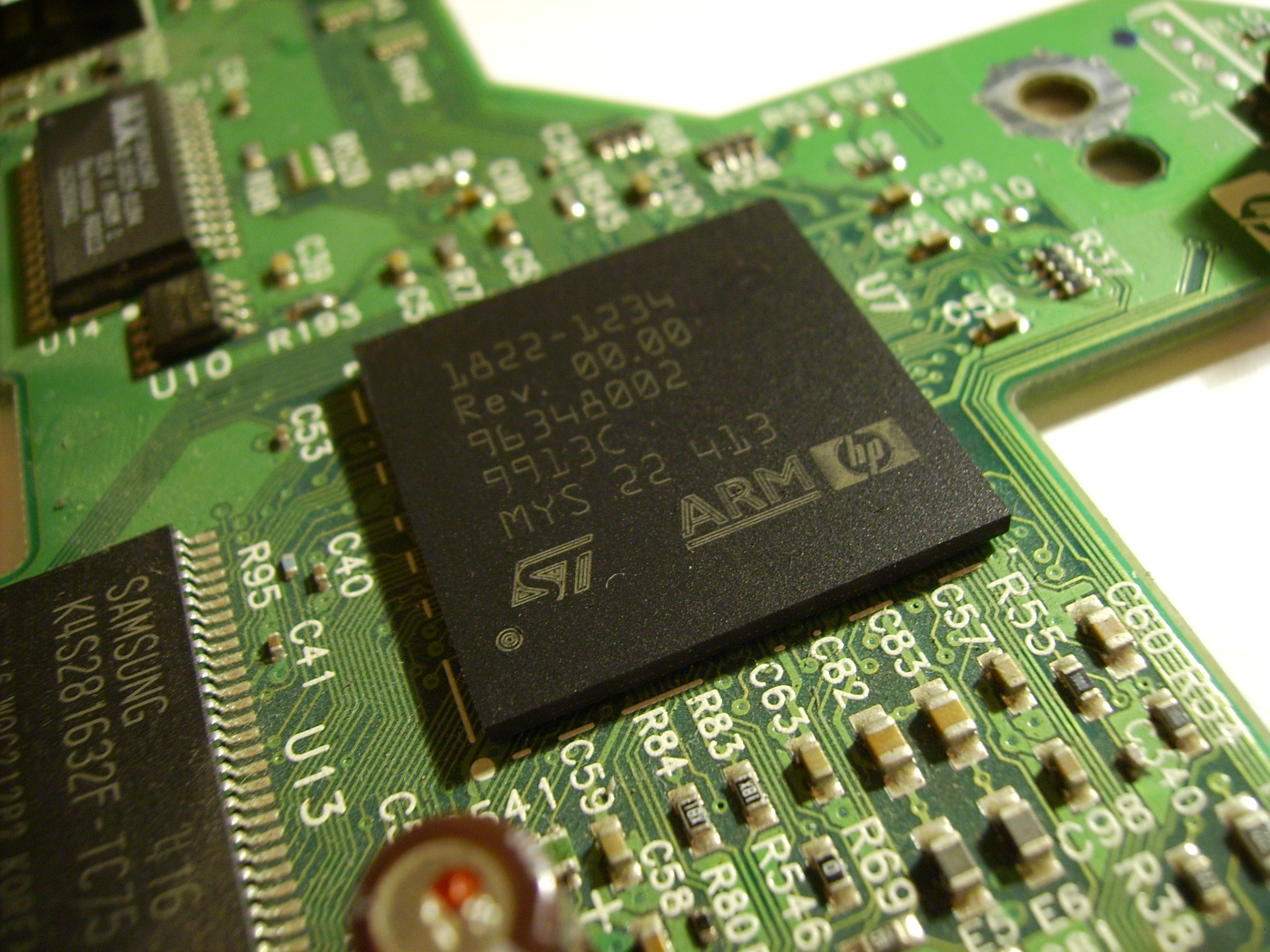
Foto de un procesador ARM

- Microarquitectura de CPU y ALU para describir registros, bus de direcciones, bus de datos, o instrucciones de 32 bits (4 octetos).
- Arquitectura de computadoras para describir enteros, direcciones de memoria, sistemas operativos, u otras unidades de datos de 32 bits (4 octetos).
- Imágenes digitales, para referirse a una profundidad de color de 32 bits (color verdadero). Siendo el resultante de 24 bits más un canal alfa de 8 bits.

Los 32 bits son más conocidos por haber sido parte de las computadoras y videoconsolas de las décadas de 1990 y 2000, ocupando parte de la quinta generación de videoconsolas junto a los 64 bits.

## Microarquitectura

### Procesadores de 32 bits
Los buses de datos y de direcciones son usualmente más anchos que 32 bits, a pesar de que éstas se almacenen y manipulen internamente en el procesador como cantidades de 32 bits. Por ejemplo, el Pentium Pro es un procesador de 32 bits, pero el bus de direcciones externo tiene un tamaño de 86 bits, y el bus de datos externo de 64 bits.

## Arquitectura de computadoras

### Visión general
Un campo de almacenamiento de 32 bits permite {\displaystyle 2^{32}} combinaciones posibles. Debido a esto, el rango de valores naturales que pueden ser almacenados en 32 bits es de 0 hasta 4.294.967.295 (que son {\displaystyle 2^{32}-1}). Para enteros con signo, utilizando el complemento a dos, el rango es desde −2.147.483.648 ({\displaystyle -2^{32-1}}) hasta +2.147.483.647 ({\displaystyle 2^{32-1}-1}). Estos rangos delimitan los sistemas de numeración comunes que utilizan 32 bits, tales como las direcciones IP o las fechas POSIX (provocando el efecto 2038).
```
Sistemas operativos: 
```

```
  - Los sistemas operativos diseñados para arquitecturas de 32 bits (como Windows de 32 bits o Linux de 32 bits) están optimizados para trabajar con procesadores de 32 bits.
  - Estos sistemas no pueden aprovechar completamente las capacidades de los procesadores de 64 bits.
```

Aplicaciones:
```
  - Los programas compilados para sistemas de 32 bits están limitados a un espacio de direcciones de 4 GB, lo que puede restringir su rendimiento en aplicaciones que requieren grandes cantidades de memoria.
```

Compatibilidad:
```
  - Los sistemas de 32 bits pueden ejecutar software diseñado para 
16 bits
, pero no pueden ejecutar software específico para 64 bits.
  - Los sistemas de 
64 bits
, por otro lado, suelen ser compatibles con software de 32 bits.
```

Ventajas y desventajas:
Ventajas:
```
 - Menor consumo de memoria en comparación con los sistemas de 64 bits.
 - Compatibilidad con hardware y software más antiguo.
```

Desventajas:
```
 - Limitación en la cantidad de memoria direccionable (4 GB).
 - Menor eficiencia en aplicaciones que requieren cálculos complejos o grandes volúmenes de datos.
```

### Efecto 2038
El "efecto 2038", es un bug producido en programas que usen la representación del tiempo basada en el sistema POSIX, y que afecta a sistemas Unix y basados en Unix.
En la mayoría de los sistemas de 32 bits time_t es un entero de 32 bits con signo, y una vez que el valor llegue a 2.147.483.647 (2038-01-19 03:14:07 UTC) al segundo siguiente saltará al valor -2.147.483.648 (1901-13-12 o 1970-01-01). En cambio, en la mayoría de los sistemas de 64 bits se utilizan enteros de 64 bits en,time_t lo cual soluciona el problema por unos miles de millones de años.

## Videojuegos
La quinta generación de videoconsolas vino comenzada por los 32 bits, siendo el momento del 3D en consolas.

## En vías de extinción
El navegador Google Chrome o distribuciones Linux como openSUSE Leap, Korora, Antergos y Ubuntu, le están retirando el soporte. Los procesadores de 64-bit están disponibles en el mercado desde hace más de una década, incluso en los modelos más modestos. Una encuesta realizada por el sitio www.muylinux.com dio como resultado que apenas un poco más del 14% de los usuarios tiene procesadores de 32-bit